# Roupala pinnata
Roupala pinnata är en tvåhjärtbladig växtart som först beskrevs av Ruiz & Pav., och fick sitt nu gällande namn av Friedrich Ludwig Diels och Macbride. Roupala pinnata ingår i släktet Roupala och familjen Proteaceae. Inga underarter finns listade i Catalogue of Life.